# 堂島

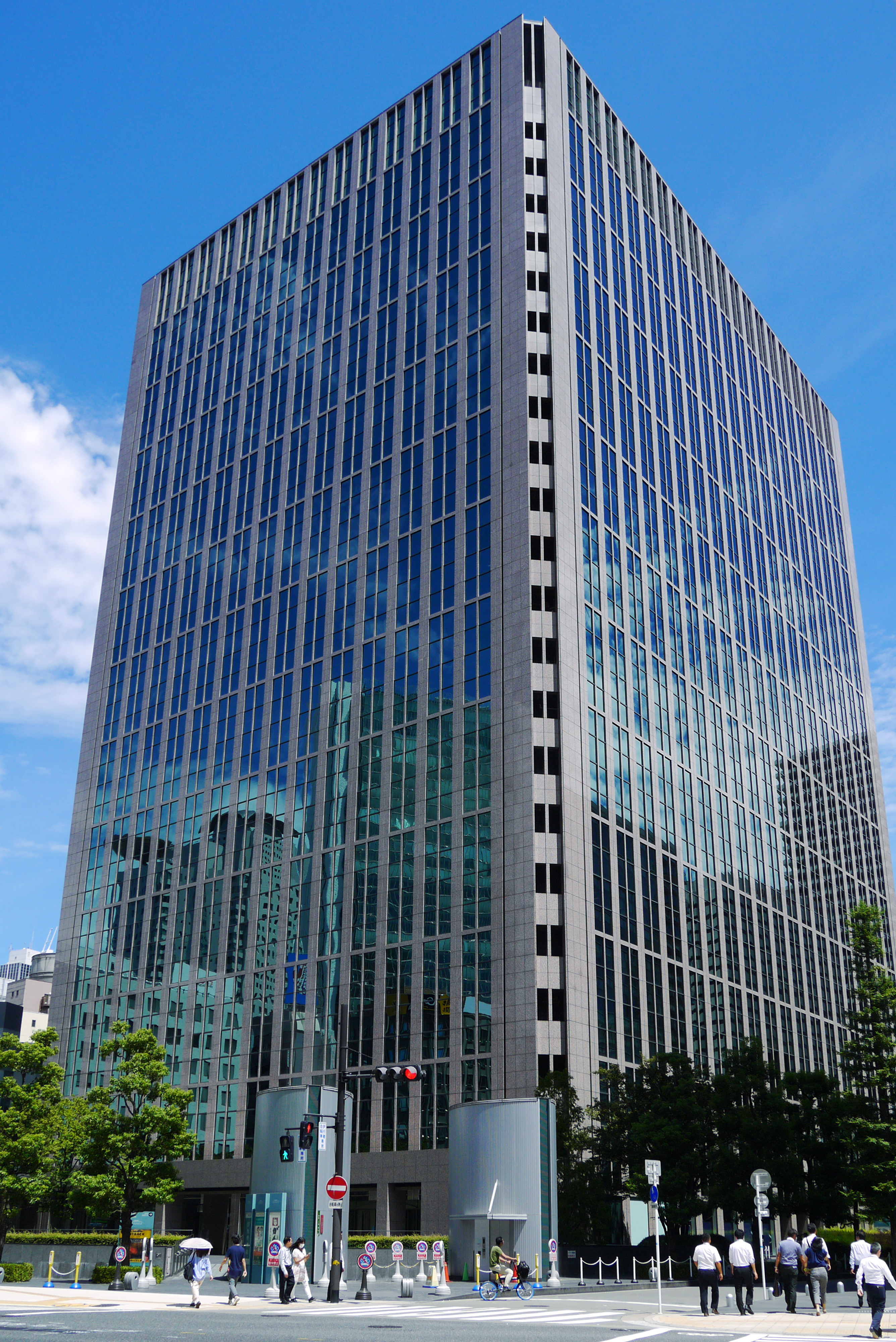
堂島AVANZA

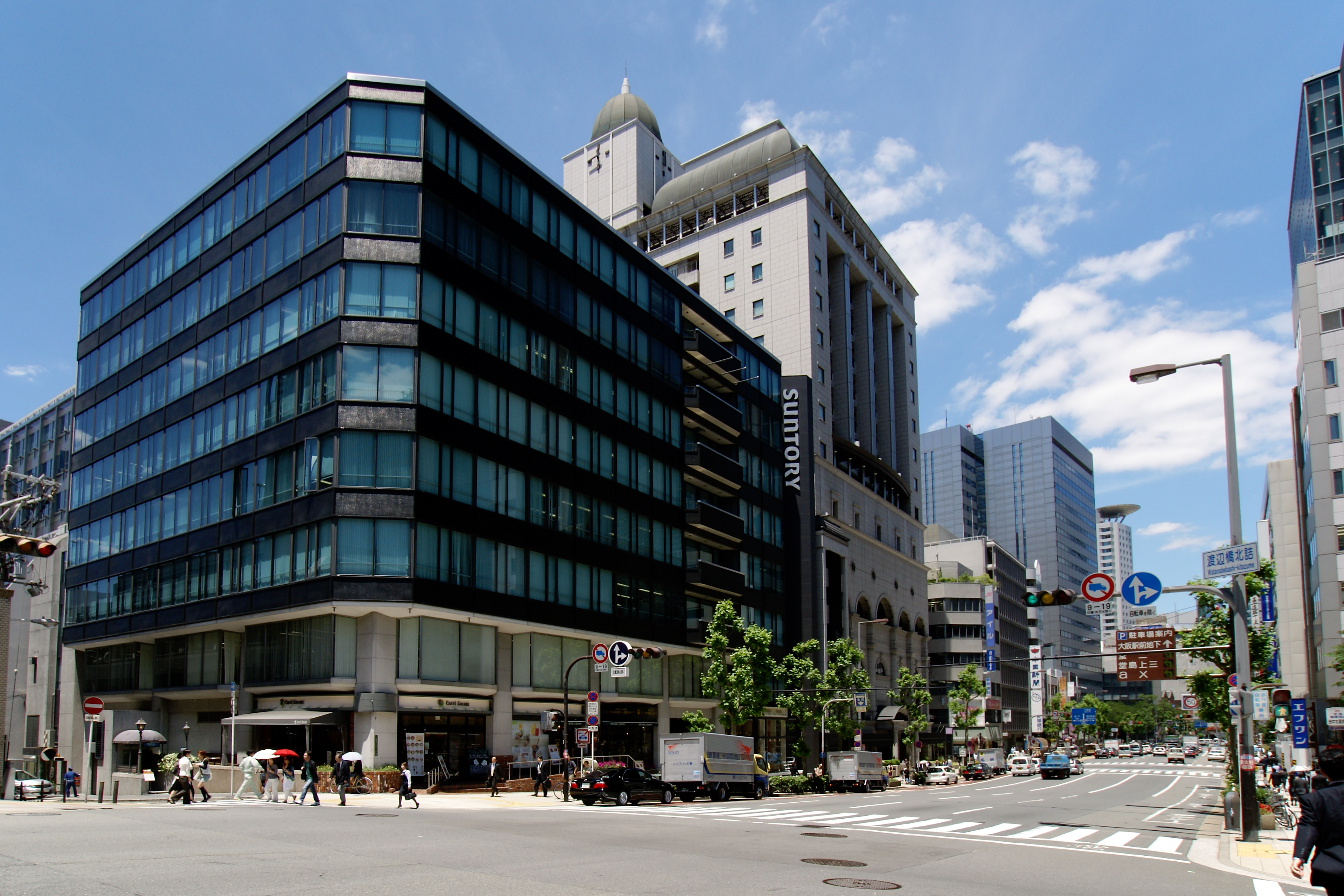
三得利大廈

堂島（日语：／）是大阪府大阪市北區、福島區的地區名，也是北區町名，據說是期貨的發明地。

## 概要
除了一般所稱的北區堂島1～3丁目與堂島濱1、2丁目，東至難波小橋跡，西至上船津橋北詰交差點，也就是北區西天滿2丁目曾根崎川跡以西，福島區福島1～3丁目與玉川1丁目的曾根崎川跡以南地區皆屬廣域的堂島。
堂島北接大阪北繁華街，與梅田形成大規模辦公商區。大阪站前地下街「DIAMOR大阪（鑽石地下街）」與堂島地下街「堂島地下中心（堂島地下街）」相互連通。
堂島是江戶時代繁榮的新地與藏屋敷，中央有南北幹道四橋筋通過，兩旁高樓林立，是大企業聚集的辦公區。另一方面，鄰接北新地的北端地區則展現歡樂街的色彩。

## 沿革
本地在古時為淀川主流堂島川北邊的沙洲，北邊是支流曾根崎川（蜆川）。地名來自於此地的堂島藥師堂。原是僅有稀少田地的河島，1685年（貞享2年），河村瑞賢整治曾根崎川，開發堂島。開發後，江戶幕府允許此地經營茶屋，由於位於大坂市區北方，因此被稱作「北之遊里」、「北之色里」等。
1697年（元祿10年），江戶時代著名富商淀屋將北濱的米市場移至對岸的堂島（大江橋北詰），繁華街轉移至曾根崎川對岸的曾根崎新地（北新地）。之後發展成世界第一處進行近代商品期貨交易的「堂島米會所」。傳聞堂島每年交易的年貢米達100萬石至150萬石，因此諸大名在此建造許多藏屋敷。
1909年（明治42年），曾根崎川填埋成陸。1940年（昭和15年）廢止米交易。
近年，本地每日新聞大阪本社與毎日放送總部所在的「每日大阪會館」，北側再開發為商業、辦公大樓堂島AVANZA。舊玄關保留為堂島AVANZA的紀念碑。南側部分開發為大阪厄爾瑟雷酒店（ホテルエルセラーン大阪）與堂島廣場大廈（堂島プラザビル）。堂島地區西部則有NTT DATA等進駐的NTT電信園區堂島。

## 現行住居表示
- 堂島（どうじま）
- 堂島濱（どうじまはま）
- 西天滿（にしてんま）－以前的堂島上1丁目、堂島船大工町、堂島濱通1丁目各一部分。
- 福島（ふくしま）－以前的堂島濱通3、4丁目各一部分。
- 玉川（たまがわ）－以前的堂島濱通4丁目一部分。

## 主要道路
北起
- 堂島上通
- 堂島船大工通
- 堂島中通
- 堂島濱通

## 總部設於堂島的主要企業
包含堂島、堂島濱兩地
- 伊索來特工業（日语：イソライト工業）
- 愛電王（日语：エディオン）
- MID都市開發（日语：MID都市開発）
- 三得利控股
- 大建工業（日语：大建工業）
- 東洋紡
- 西日本高速道路（NEXCO西日本）

## 主要設施、景點
- 中央電氣倶樂部（日语：中央電気倶楽部）
- 堂島地下中心（日语：堂島地下センター）
- 堂島酒店（堂島ホテル）

## 高樓大廈
- 大阪三菱大廈
- 大阪全日空皇冠廣場飯店（日语：ANAクラウンプラザホテル大阪）
- Aqua堂島（日语：アクア堂島）
- 堂島AVANZA（日语：堂島アバンザ）
- 堂島廣場大廈（堂島プラザビル）
- 大阪厄爾瑟雷酒店（ホテルエルセラーン大阪）
- 近鐵堂島大廈（日语：近鉄堂島ビル）
- 京阪堂島大廈
- 三菱電機堂島大廈
- 三得利大廈（サントリービルディング）
- 堂島THE RESIDENCE MARK TOWER（日语：堂島 ザ・レジデンス マークタワー）（建設中）
- 古河大阪大廈
- （アクシスビル）
- 電通堂島大廈
- 新藤田大廈（日语：新藤田ビル）
- 東洋紡大廈
- NTT電信園區堂島（日语：NTTテレパーク堂島）
  - NTT DATA堂島大廈（日语：NTTデータ堂島ビル）
  - 電信園區堂島第一大廈
  - 電信園區堂島第二大廈（日语：NTTデータ堂島ビル）
  - 電信園區堂島第三大廈

## 備註、參考文獻
1. ↑  近松門左衛門稱堂島新地為「新色里」。
2. ↑  每日大阪會館的同名營運公司在2005年4月與擁有巴樂斯賽德大廈（每日新聞社東京本社建築的管理會社）等合併為「每日大廈」。

- 『大阪繁昌記』宮本又次（日语：宮本又次）（1973年）
- 『攝津名所圖會（日语：摂津名所図会）』（1796年）

## 外部連結
- 堂島AVANZA （页面存档备份，存于）
- 堂島地下中心 （页面存档备份，存于）